# 1271 Isergina
1271 Isergina (1931 TN) là một tiểu hành tinh vành đai chính được phát hiện ngày 10 tháng 10 năm 1931 bởi Neujmin, G. ở Simeis.